# Аниксија
Аниксија (грч. Ανοιξιά) је насељено место у општини Бешичко Језеро у периферији Средишња Македонија, Грчка. Према попису из 2021. године било је 174 становника.
Аниксија је раније била турско насеље које је полсе 1922. године обновљено насељавањем грчких избеглица. На попису из 1928. године Аниксија је имала 245 становника. Село се раније звало Канџа.